# Srpska pravoslavna Crkva i četnici
Četnici su tijekom Drugog svjetskog rata imali značajnu podršku Srpske pravoslavne Crkve. Cilj četnika je bio restauracija monarhije Karađorđevića i stvaranje Velike Srbije.
Veći dio svećenstva i skoro čitav episkopat Srpske pravoslavne Crkve surađivao je za vrijeme rata s organizacijom Draže Mihajlovića. Đuro Đurović, generalni sekretar četničkog Centralnog nacionalnog komiteta, tijekom svog suđenja 1945. svjedočio je da je "3/4 pravoslavnog svećeništva podržavalo pokret Draže Mihailovića". Većina crkvenog klera je još prije rata bila antikomunistički nastrojena.
Tijekom drugog svjetskoskog rata na području Jugoslavije neki su pravoslavni svećenici čak postali četnički zapovjednici, kao npr. Momčilo Đujić i Savo Božić. Joanikije Lipovac, crnogorsko-primorski mitropolit SPC, za vrijeme Drugog svjetskog rata surađivao je s talijanskim i njemačkim okupatorom i aktivno podržavao četnički pokret.
Srpska pravoslavna Crkva danas radi na rehabilitaciji četničkog pokreta.